# Urolitha
Urolitha is een geslacht van vlinders van de familie spanners (Geometridae), uit de onderfamilie Geometrinae.

## Soorten
- U. bipunctifera Walker, 1861
- U. quintali Holloway, 1977